# Tengerészeti kronométer
Tengerészeti kronométernek nevezzük azt az időmérő szerkezetet, ami pontosan és stabilan jár, hordozható, és stabilitása nem romlik a hajózás során. Alkalmazásával meghatározható a hajó földrajzi hosszúsága.
18. századi megjelenése forradalmasította a hosszú távú tengeri hajózást, illetve navigációt. Az első valódi kronométer egyetlen ember életre szóló munkájának eredménye volt. John Harrison 31 éven át folyamatosan fejlesztette az általa feltalált óraszerkezetet.
A kronométer szót első ízben Jeremy Thacker használta 1714-ben, aki a pontos tengeri időmérők számára abban az évben kitűzött díjra pályázók között volt.

## Története

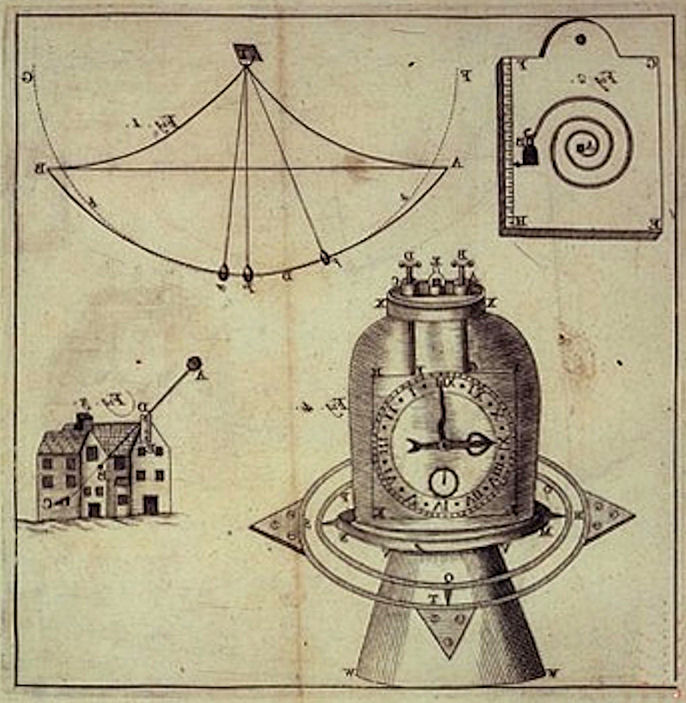
Jeremy Thacker kronométerének rajza. A szerkezetben vákuum volt, hogy a levegő súrlódása ne befolyásolja a működését

A Föld felszínén elfoglalt pozíció meghatározásához elvileg három adat szükséges: a földrajzi szélesség, a földrajzi hosszúság és a tengerszint feletti magasság.  A tengeri hajózásban a magasság meghatározásától általában eltekintenek, hiszen az megfelel az aktuális tengerszintnek (az egyes tengerek szintje között több méteres eltérések lehetségesek, de ekkora eltérés egy hajó szempontjából lényegtelen).
Az 1750-es évek közepéig a tengeren való navigáció az európai hajósok számára csak a szárazföld láthatósági határáig volt megoldva, azon túl problémának számított, mert a földrajzi hosszúság meghatározására nem volt jól használható, pontos módszerük.
A navigátorok meg tudták határozni a földrajzi szélességet a Nap láthatósági szögének megmérésével deleléskor (ez a legnagyobb magasság, a felső kulmináció). A földrajzi hosszúság meghatározásához a Galileo Galilei által javasolt módszer, a Jupiter holdjainak megfigyelése, a szárazföldön használható, a tengeren azonban kivitelezhetetlen a hajó mozgása miatt.
A „Hold pozíciójának mérése” módszer használható volt a tengeren is. A módszer abból állt, hogy a navigátor megmérte a Hold szögtávolságát egy ismert égi objektumtól. Ezt az adatot egy csillagászati almanach közölte, az adatot greenwichi középidőben megadva. Szükséges volt meghatározni a helyi időt a méréskor, ezt általában szintén egy csillag kelésével vagy nyugvásával adták meg. A navigátor ezután átszámította a mért és az almanach által megadott értékeket időkülönbségre. A mérés pontossága általában mindössze néhányszor 10 kilométer volt. A módszert először Johannes Werner javasolta 1514-ben, de a gyakorlatban csak 1750 és 1850 között használták.
Gemma Frisius holland tudós már 1530-ban javasolta a földrajzi hosszúság meghatározásához a kronométer használatát. A kronométer használatának jelentősége az, hogy megállapítható vele a helyi idő és egy ismert koordinátájú földrajzi hely, például a greenwichi idő különbsége (amihez a kronométert induláskor beállították). A Föld tengely körüli forgása alapján 1 óra időkülönbség 15°-nak felel meg (24 óra = 360°). Vagyis az időkülönbség megállapításával megkapjuk a földrajzi hosszúság eltérését az ismert hely földrajzi hosszúságához viszonyítva.

### Az első tengerészeti kronométerek
Christiaan Huygens, az ingaóra 1656-os feltalálója 1673-ban, Franciaországban kísérelte meg első ízben a tengerészeti kronométer létrehozását Jean-Baptiste Colbert anyagi támogatása segítségével.  1675-ben Huygens létrehozott egy kronométert, amiben a szabályozást lendkerék és rugó végezte, az inga helyett. Az óra azonban pontatlannak bizonyult a tengeren.

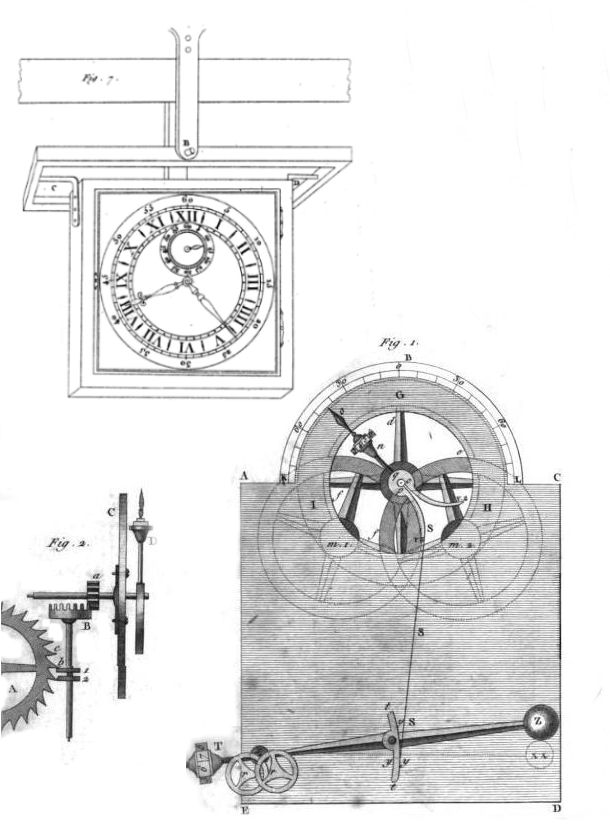
Henry Sully (1680-1729) első tengerészeti kronométere 1716-ban

További kísérletet tett Jeremy Thacker Angliában (1714), és Henry Sully Franciaországban (1716) kronométer létrehozására. Sully 1726-ban publikálta erre vonatkozó munkáját Une Horloge inventée et executée par M. Sulli címmel. Azonban egyikük alkotása sem működött megbízhatóan a tengeren.

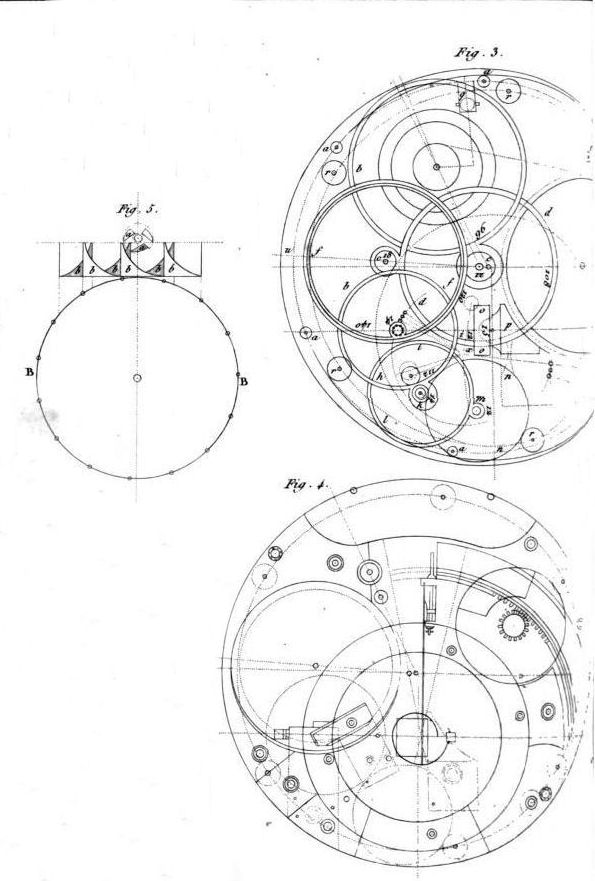
Harrison H4 kronométerének rajza (1761), ami a The principles of Mr Harrison's time-keeper című írásában jelent meg 1767-ben.

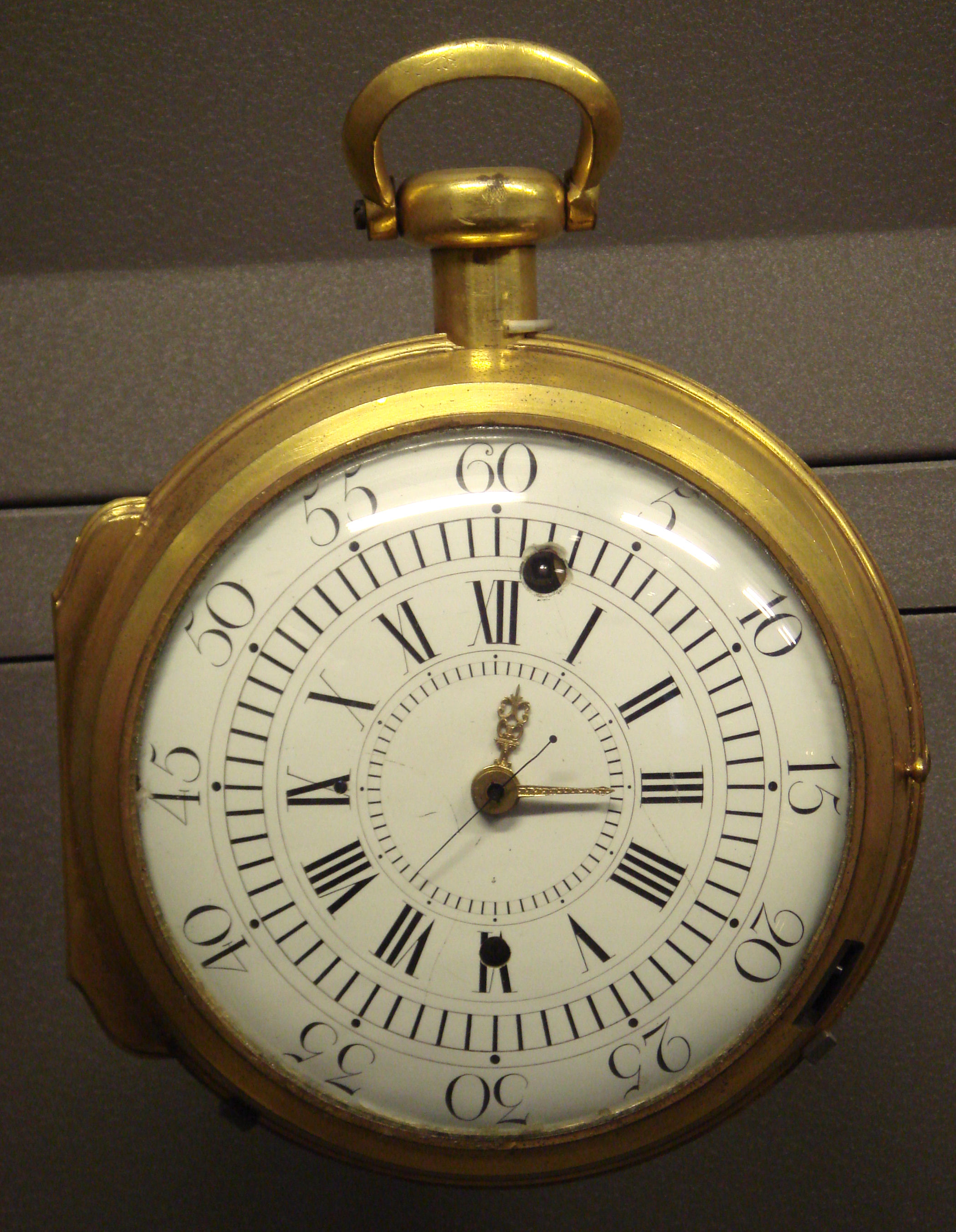
Ferdinand Berthoud tengerészeti kronométere, no.3 (1763)

1714-ben az angol kormány pályázatot írt ki a földrajzi hosszúság tengereken való meghatározásának módszerére. A díj az elért pontosságtól függően 10 000 és 20 000 angol font volt (mai értéken több millió font). John Harrison yorkshire-i ács 1730-ban adta be pályázatát. 1735-re létrehozta első kronométerét (későbbi alkotásai történetében nulladik), amiben két, egymással összhangban, de ellentétesen mozgó súly kiegyenlítette a hajók szabálytalan mozgásából adódó zavarokat.

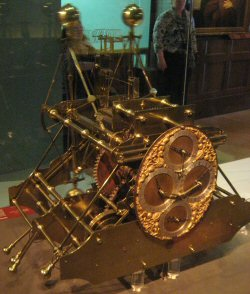
Harrison H1 jelzésű kronométere

Tengeren is működő H1 és H2 jelzésű kronométerét 1741-ben hozta létre, amik szintén ezt a rendszert alkalmazták. Rájött azonban, hogy ez az óraszerkezet a felépítéséből adódóan érzékeny a centrifugális erőre, tehát elvileg sem lehet elég pontos. A teljesen áttervezett H3 konstrukció 1759-ben körkörösen mozgó kiegyenlítést és gördülőcsapágyat tartalmazott, továbbá két fémből álló bimetál-szalagot, aminek a hőmérsékletre való érzékenység csökkentésében volt szerepe. Ezeket a megoldásokat manapság is alkalmazzák a hasonló szerkezetekben. John Harrison azonban rájött, hogy a H3 körkörösen mozgó szerkezete túl nagy és pontatlan, ezért elhagyta ezt az elgondolást is. Harrison a maga számára elérendő pontosságot a sokkal kisebb H4 szerkezetével érte el 1761-ben. A H4 mai szemmel úgy nézett ki, mint egy nagyra nőtt, 12 cm átmérőjű zsebóra. Ebben már hőmérséklet-kompenzáló rugó is volt.

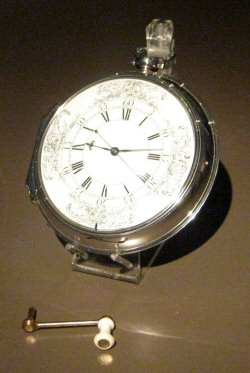
Harrison H4 jelzésű "Tengeri órá"-ja a felhúzókarral

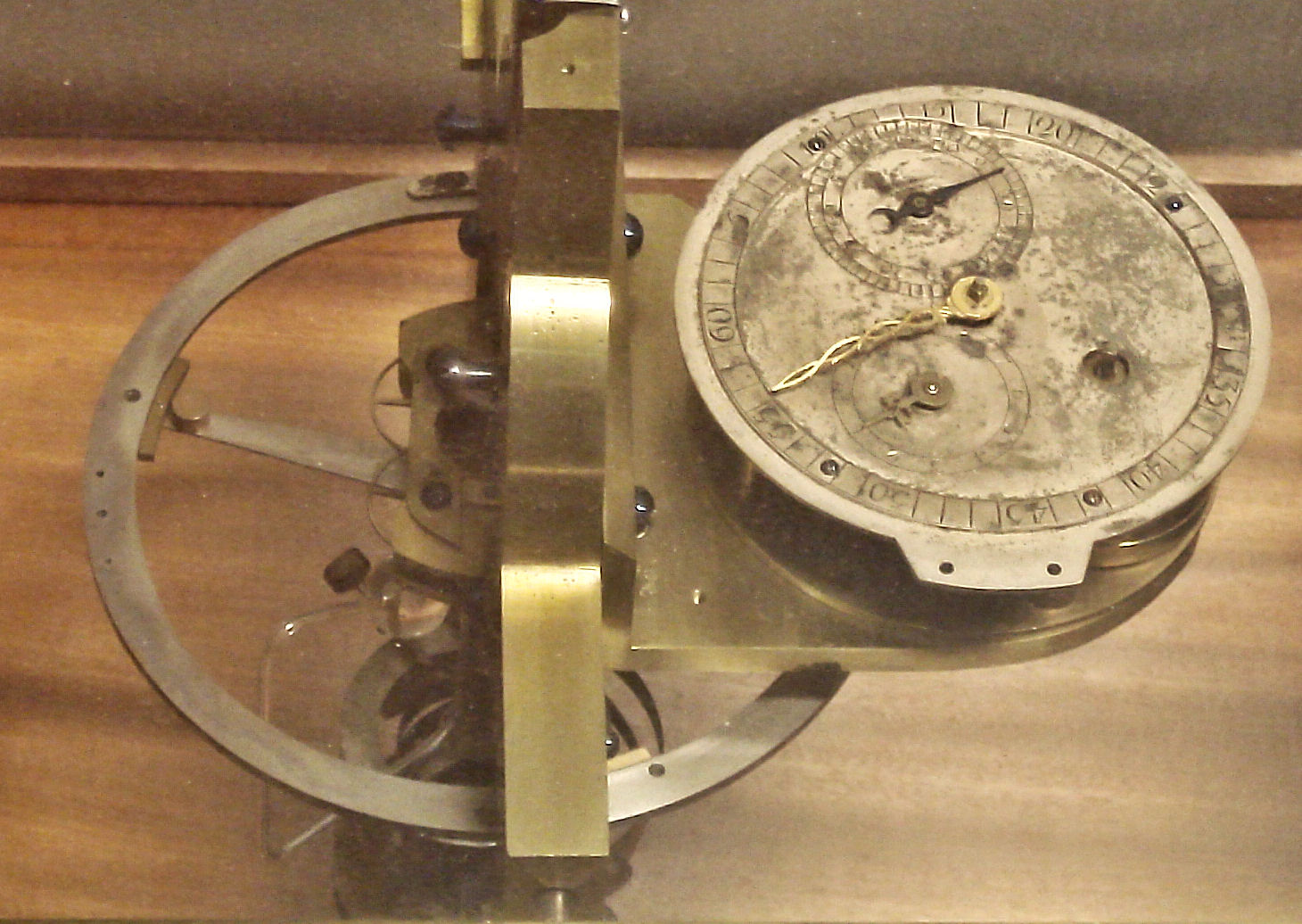
Pierre Le Roy tengerészeti kronométere 1766-ból. A fénykép a Musee des Arts et Metiers-ben készült

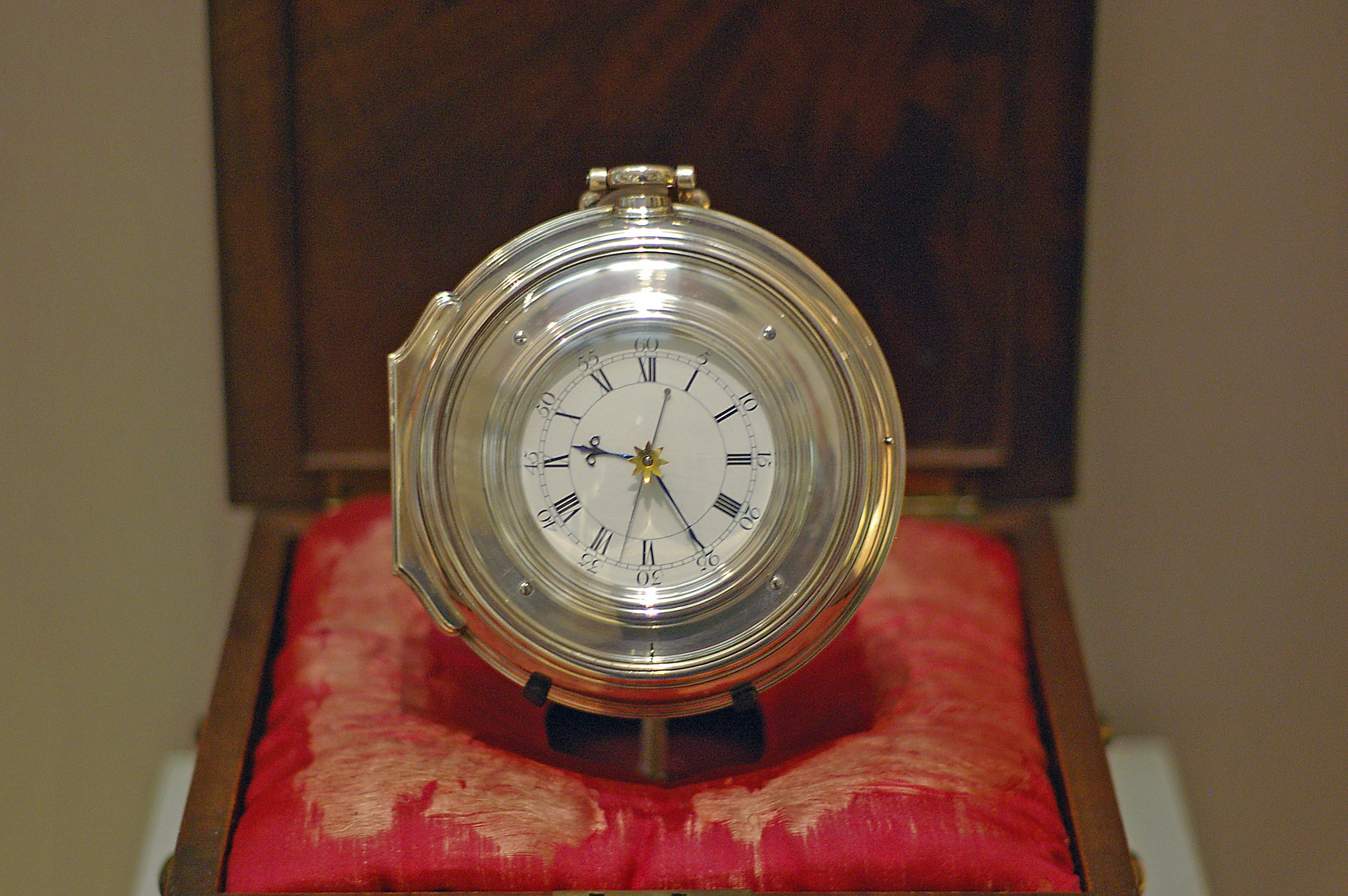
Harrison H5 jelzésű kronométere, 1772

Ezeket a technikai megoldásokat egészen az elektronikus oszcillátor, mint időmérő megjelenéséig használták.
„A földrajzi hosszúság bizottság” 1767-ben tette közzé Harrison munkáját The Principles of Mr. Harrison's time-keeper címmel.
Sok hadtörténész szerint a Brit Birodalom nem tudott volna olyan naggyá fejlődni a tengerészeti kronométerek alkalmazása nélkül, hiszen ez kulcsfontosságú volt a hajók földrajzi helyzetének meghatározásában. Ebben az időszakban a brit hadihajók többnyire rendelkeztek kronométerrel, de ellenfeleik, a portugálok, a hollandok és a franciák még nem.
A legteljesebb nemzetközi tengerészeti kronométer-gyűjtemény (beleértve Harrison óraszerkezeteit a H1-től a H4-ig) a National Maritime Museum-ban található, Greenwich, Nagy-Britannia.

## Modern kronométerek
A technológia kezdetben annyira drága volt, hogy nem minden hajó engedhette meg magának, hogy kronométere legyen. Ennek egyik következménye volt az Arniston hajó tragédiája 1833-ban.
Az angol királyi flotta 1825-től kezdve rutinszerűen felszerelte hadihajóit tengerészeti kronométerrel.
Mivel a hajó kronométerét indulás előtt a pontos időhöz kellett szinkronizálni a tengeren való használhatóság érdekében, szokássá vált, hogy a hosszabb útra induló hajók rövid ideig horgonyt vetettek a Temze folyón és megvárták a greenwichi királyi csillagászati obszervatórium pontosidő-jelzését, ami egy gömb leejtésével történt minden nap, pontban 13 órakor. Ebből a gyakorlatból alakult ki később a Greenwich Mean Time, azaz a greenwichi középidő mint kiinduló zónaidő nemzetközi alkalmazása. A gömb leejtésének gyakorlata 1920 körül szűnt meg, amikor a BBC rádió kezdte átvenni a pontosidő jelzésének szerepét.
Bár az ipari forradalom a 19. században jelentősen átalakította az órakészítés technológiáját is, a kronométer készítése még jó ideig kézzel végzett munka maradt.
A 20. század kezdetén az olyan svájci órakészítő manufaktúrák, mint az Ulysse Nardin sokat tettek a kronométerek korszerűbb gyártása felé, például más órákban alkalmazott alkatrészeket is felhasználtak, ezzel az előállítás gyorsabbá és olcsóbbá vált.  A kronométerek tömeges alkalmazását a második világháború kényszerítette ki, ahol az amerikai haditengerészet, az amerikai hadsereg, majd a szövetségesek is kronométereket kezdtek használni a hadműveletek összehangolásához.

## A mechanikus kronométerek problémái

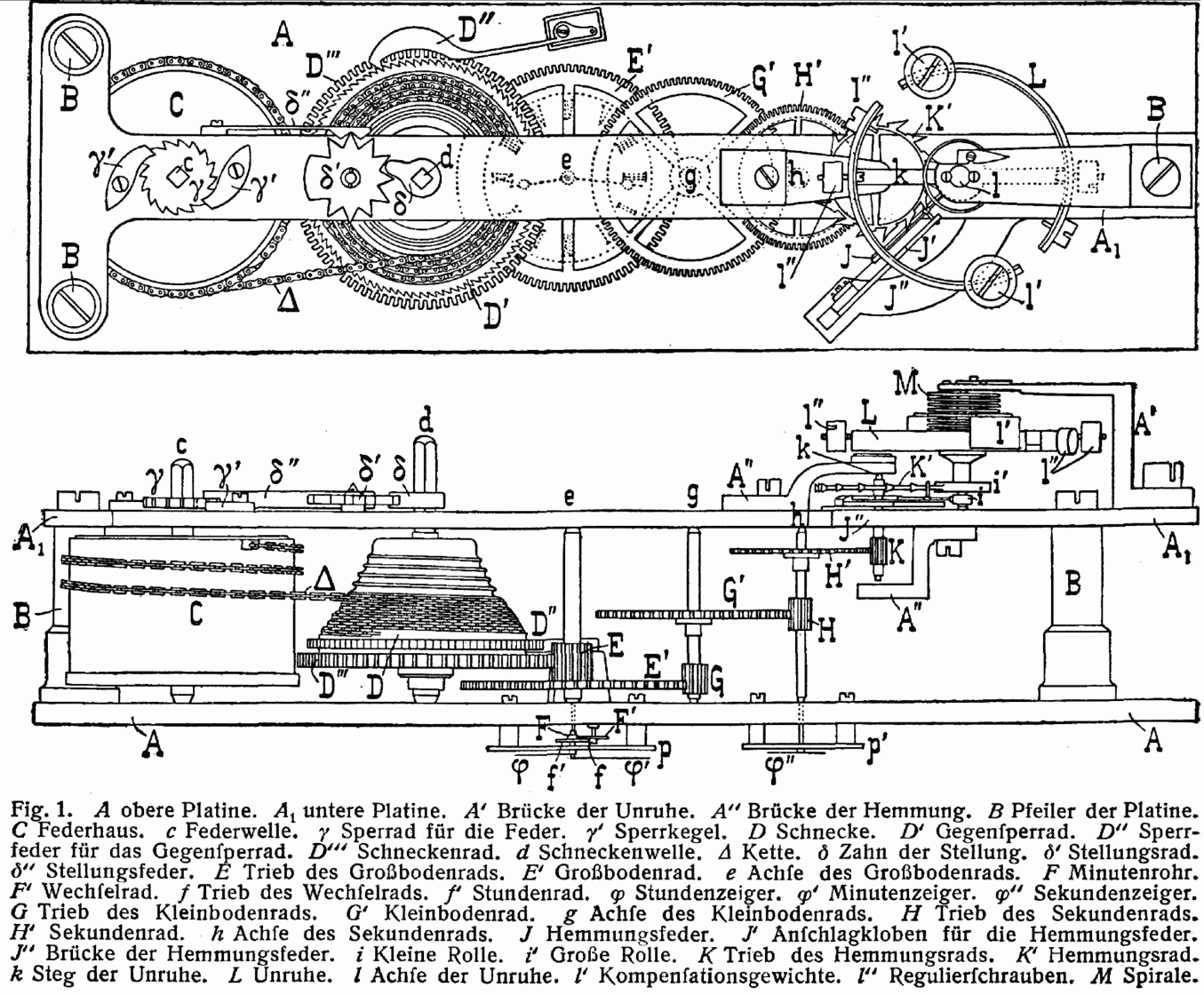
Kronométer mechanizmusának diagramja (a kúp alakú szerkezet a változó rugóerőt egyenletessé alakítja

A tengerészeti kronométereknek ellen kellett állniuk a tengerekre jellemző, állandóan változó és kiszámíthatatlan mozgásoknak, és hasonlóképpen a változó hőmérséklet hatásait is ki kellett küszöbölniük, mivel az a rugók hosszát, és ezzel a rezgési időt befolyásolta. A kronométerekben ennek ellensúlyozására bimetálokat alkalmaztak, vagyis olyan fémötvözeteket, amik két fémből állnak, és a hőmérséklet változására alakváltozáson mennek keresztül. Ennek az alakváltozásnak a segítségével és kis súlyok megfelelő elhelyezésével ki lehet úgy egyensúlyozni az óraszerkezetet, hogy a hőmérséklet hatását lehetőleg minél jobban kiegyenlítse. Ez a kiegyensúlyozási procedúra azonban igen bonyolult, fáradságos volt. Charles Edouard Guillaume 1896-ban feltalált két olyan fém ötvözetet, amelyek használatával többé nem volt szükség ilyen bonyolult kiegyensúlyozási eljárásra: az egyiknek (Invar) a hőtágulása rendkívül alacsony - azaz ebből az anyagból készítve a billegőt annak tehetetlenségi nyomatéka a hőmérséklet változása ellenére is gyakorlatilag változatlan marad  -, a másiknak (Elinvar) pedig a rugalmassága az a tulajdonság, ami viszonylag állandó a hőmérséklet változás ellenére is - azaz ebből az ötvözetből pedig a hajszálrugót érdemes készíteni. Ezen fémötvözetek feltalálásáért Guillaume elnyerte az 1920-as Fizikai Nobel-díjat. 2013-ig ez az egyetlen Nobel-díj, amit méréstechnikával kapcsolatban adtak ki.

## Fordítás
- Ez a szócikk részben vagy egészben  a   Marine chronometer című angol Wikipédia-szócikk fordításán alapul.  Az eredeti cikk szerkesztőit annak laptörténete sorolja fel. Ez a jelzés csupán a megfogalmazás eredetét és a szerzői jogokat jelzi, nem szolgál a cikkben szereplő információk forrásmegjelöléseként.